# Vatrogasac (1916.)
Vatrogasac (u eng. izvorniku: The Fireman) je bila 2. crno-bijela filmska komedija iz Mutual Film Corporationa u kojoj se pojavio Charlie Chaplin.

## Glume
- Charles Chaplin kao vatrogasac
- Edna Purviance kao cura
- Lloyd Bacon kao njezin otac
- Eric Campbell kao nadglednik brigade
- Leo White kao vlasnik spaljene kuće
- Albert Austin kao vatrogasac
- John Rand kao vatrogasac
- James T. Kelley kao vatrogasac
- Frank J. Coleman kao vatrogasac